# 马里兰州
马里兰州（英語：State of Maryland），简称马州，是美国的一州，屬於美國中大西洋地區，其西邊與南邊與西維吉尼亞州、維吉尼亞州、華盛頓哥倫比亞特區接壤，北方是賓夕法尼亞州，東鄰為德拉瓦州。馬里蘭州是第七個通過美國憲法的州，有三個常見的暱稱：老戰線州（The Old Line State）、自由之州（The Free State）、切薩皮克灣州（The Chesapeake Bay State）。本州郵政縮寫為MD。
馬里蘭州也被認為是美國宗教自由的誕生地。這可追溯自英國殖民時代早期由第一代巴爾的摩男爵喬治·卡爾弗特將本州建立為天主教徒的避難處。
馬里蘭州是美國土地面積最小以及人口密度最高的州之一。本州最大的城市為巴爾的摩，首府為安納波利斯。雖然官方宣稱馬里蘭州得名自亨利埃塔·瑪麗亞，許多歷史學家認為本州名稱是由第一代巴爾的摩男爵1632年去世前依照耶穌的母親馬利亞所命名。不過實情可能難以得知。
馬里蘭州的家戶收入中位數為全美最高，就此而論，其為美國最富裕的州。
州花：黑心金光菊，州鳥：橙腹拟黄鹂，州樹：北美白橡。

## 历史

### 早期历史
马里兰地区在冰河时期结束就开始有人类活动。早期人类以捕猎和打捞牡蛎为生。在马里兰地区的印地安人以说阿尔冈昆语族的部落为主。

### 殖民地时期
在1629年，巴尔的摩男爵一世乔治·卡尔弗特向英王查理一世申请了一片叫做马里兰省的属地。乔治·卡尔弗特死于1632年4月。马里兰殖民地于1632年6月颁给了乔治·卡尔弗特的儿子第二代巴尔的摩男爵塞西尔·卡尔弗特。马里兰的名字来源于查理一世的王后亨利埃塔·玛丽亚。
巴尔的摩男爵创建马里兰殖民地的目的有两个。第一是为当时在英国受到镇压的天主教徒提供一个庇护所。第二是获取利润。巴尔的摩男爵的家庭信仰天主教，这在当时的英国是为社会所不容的。巴尔的摩男爵一世因此还被撤消了英国国务卿的职位。但是没有新教徒殖民地是无法发展起来的。最后巴尔的摩男爵二世任命他的弟弟伦纳德·卡尔弗特为新殖民地的总督，利用卡尔弗特家族对天主教徒的影响来防止新殖民地上由于宗教产生冲突。
1633年11月22日，伦纳德·卡尔弗特带领两艘船方舟号和鸽子号离开英国。1634年3月25日两艘船平安靠岸，建立了圣玛利镇。
1644年，马里兰发生新教徒暴动，伦纳德·卡尔弗特被迫逃亡维吉尼亞。
1646年，伦纳德·卡尔弗特带领军队返回马里兰，建立了专有统治。
1649年，马里兰通过了《马里兰宽容法》。第一次在美国颁布了关于宗教宽容的成文法案。但是宽容是在信仰基督的基础上的。
17世纪中期，维吉尼亞强制推行英国国教，大量清教徒逃亡马里兰，被安置在普罗维登斯（现安那波利斯）。1650年，清教徒起义，推翻了卡尔弗特家族的统治，宣布英国国教和天主教非法，烧毁了马里兰南部的所有天主教教堂。
1658年，卡尔弗特家族重新控制马里兰，重新推行宗教宽容政策。
1708年，马里兰首府从圣玛利移到了安那波利斯。
1750年，马里兰和宾夕法尼亚以及特拉华州之间的界限划定，结束了卡尔弗特家族和佩恩家族长达百年的诉讼。

### 独立战争时期
在第一次大陆会议中，马里兰反对从英国脱离。

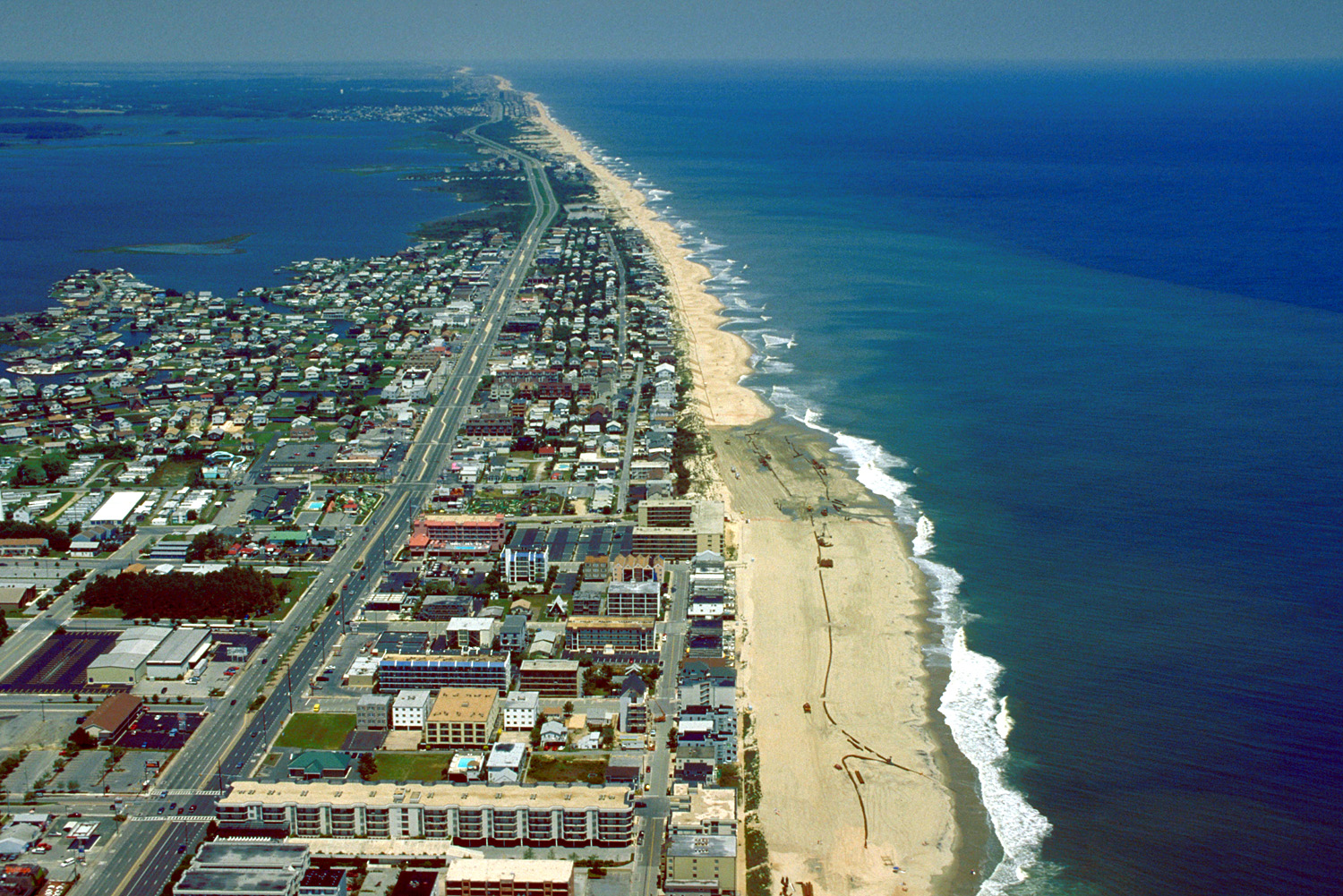
大洋城

60年代巴爾的摩工廠

貝塞斯達是著名的富人區和商業區，洛克希德·馬丁公司總部也於此

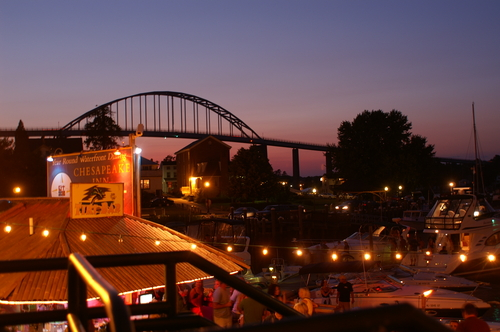
切萨皮克市

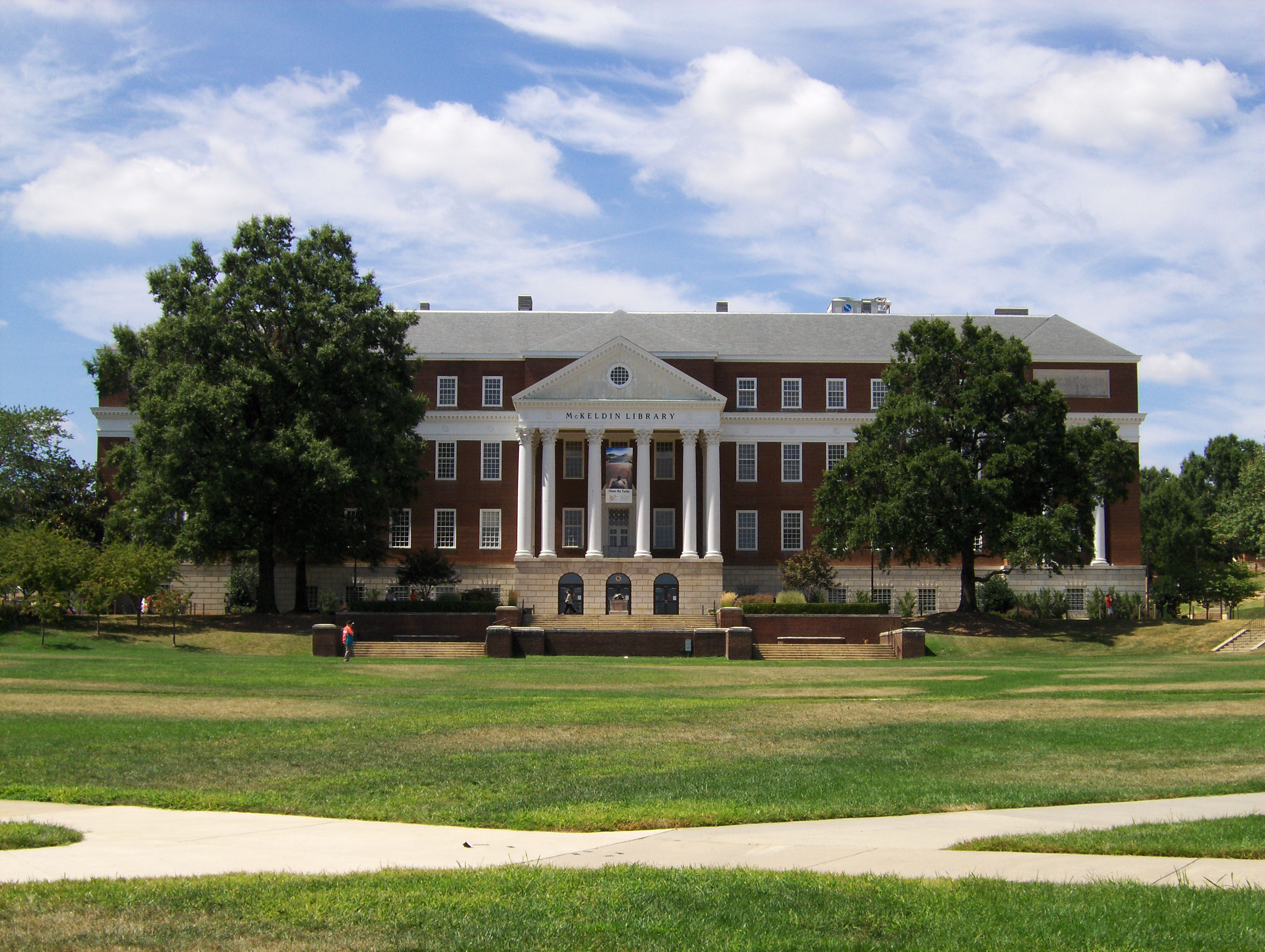
麦凯尔丁圖書館

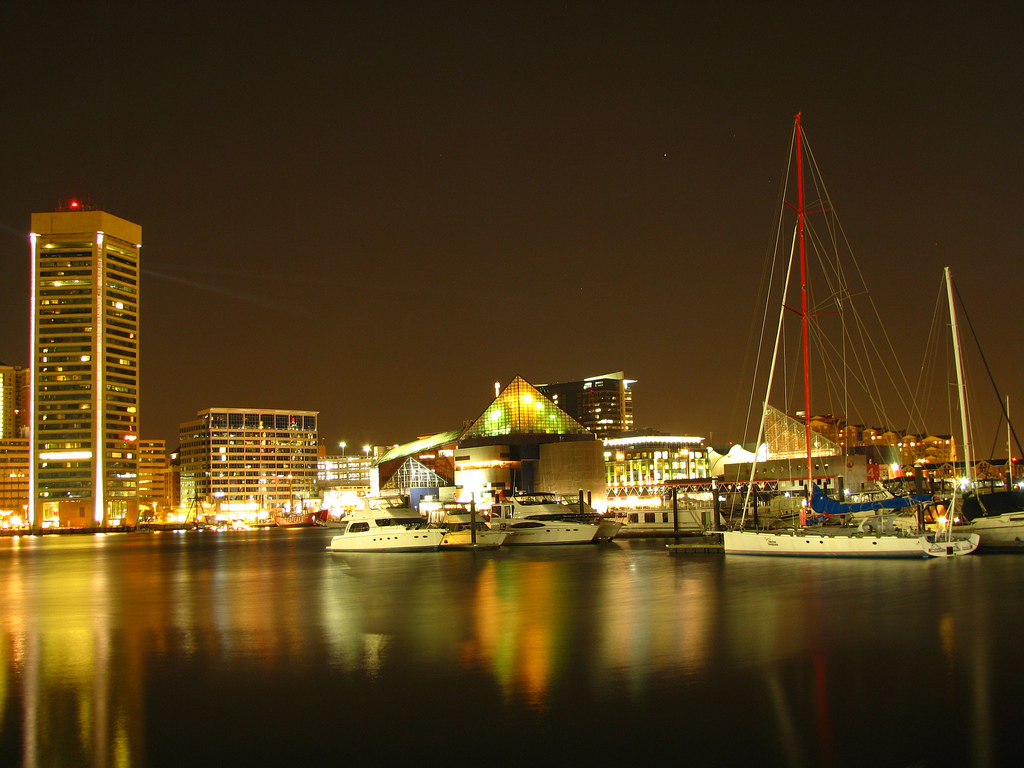
巴尔的摩內港

美国独立战争期间，在马里兰境内没有发生大规模战斗。
马里兰的部队在独立战争期间战斗勇敢，为马里兰获得了“老战线州”的绰号。
安那波利斯在1783年11月到1784年6月为美国临时首都。
1783年12月23日，乔治·华盛顿在安那波利斯辞去大陆军总司令。
1784年1月14日，美国国会在安那波利斯签署巴黎协定，结束独立战争。

### 美国早期
1786年9月11日到14日，安那波利斯会议召开讨论美国宪法，决定召开宪法大会。

#### 美国首都
美国政府建立之后需要确定首都的位置。美国南方州希望首都定在南方，而北方州希望首都在北方。最终双方妥协在美国中部选址。最后哥伦比亚特区的位置是华盛顿决定的。马里兰提供61平方英里土地，维吉尼亞提供39平方英里土地。（维吉尼亞部分于1846年当地居民多次請愿后归还。）

### 1812年战争
1812年战争中在马里兰发生了两次大战役。
第一次是发生在1814年8月24日的Bladensburg战役。Bladensburg战役中，美国方面有6500名民兵和420名正规军士兵参加战斗，英军方面有4500名正规军参加战斗。尽管美军在人数上占优势但是战斗刚一开始美国民兵就开始溃退。属于美国海军陆战队的一小部分正规军士兵进行了顽强的抵抗，但是寡不敌众，很快也开始撤退。最终这场战斗以美军的全面溃退结束，但是美军只有10人死亡。
Bladensburg战役后英军进入哥伦比亚特区，烧毁了美国国会和政府的主要建筑。
英军在火烧华盛顿后攻击了马里兰最大的城市巴尔的摩。英军兵分两路，陆军从巴尔的摩东南的北角登陆，海军则试图进入巴尔的摩港。英国陆军遭到早有准备的美军的顽强抵抗，指挥官被击毙。为避免损失，英国海军利用其火炮射程比守卫巴尔的摩的McHenry堡垒的美军火炮射程远的优势，在美国火炮射程之外轰击McHenry堡垒，希望在摧毁美军的防守之后再进攻巴尔的摩。英国海军在通宵炮击守卫巴尔的摩港的McHenry堡垒后发现守军没有被击溃。为了避免军舰同美军正面冲突遭到损失，英国海军决定撤退。巴尔的摩战役结束。英国海军对McHenry堡垒的炮击直接导致了美国国歌的诞生。

### 美国内战
马里兰州为蓄奴州，在美国内战中倾向美国南方。但是由于哥伦比亚特区在马里兰，美国政府采取了强力镇压手段防止马里兰从美国脱离。
1861年，一队美国士兵在巴尔的摩转火车的时候遭到亲南方的巴尔的摩市民围攻，士兵向市民开枪，导致巴尔的摩暴乱。巴尔的摩暴乱的直接结果是林肯政府对亲南方的州铁碗镇压。巴尔的摩被宣布进入军管状态，巴尔的摩市长和警察局长被捕，马里兰州议会多名议员被捕。在整个美国内战期间马里兰州被置于美国联邦政府的直接管理。德拉瓦州则被置为北方军事占领状态。阿肯色州和田纳西州在了解到林肯政府对亲南方的地区的镇压后宣布脱离美国北方加入南方邦联。
1862年9月，罗伯特·李发动了马里兰战役。40,000人的北维吉尼亞军渡过波托马克河。喬治·B·麥克萊倫则指挥87,000人的波托马克军迎战。9月17日，双方在安蒂特姆展开激战。当天北方战死12,410人，南方战死10,700人，是美国内战中死亡人数最多的一天。由于喬治·B·麥克萊倫指挥不力，没有能够取得决定性的胜利。李逃回了维吉尼亞。但是南方军损失惨重，在外交方面，南方失去了英国的支持。这场战役称为安蒂特姆战役，一般认为是美国南北战争的转折点。安蒂特姆战役后，林肯宣布了解放黑奴宣言。
1864年，Jubal A. Early率领南方军队短时间占领了蒙哥马利县境内的多处地方并进攻到哥伦比亚特区。7月11日，南方军队经罗克维尔和Wheaton顺Rockville Pike (MD-355)，New Cut Road（现Viers Mill Road MD-586）进攻到哥伦比亚特区境内距离白宫只有5英里的史蒂文斯堡。7月12日，林肯亲自到史蒂文斯堡视察战况，成为美国唯一一个在就任期间上战场的总统。林肯旁边的一个军官在城堡的矮墙后面观察敌情的时候中弹身亡。Jubal A. Early的部队的第二指挥官是林肯的前任副总统John Cabell Breckenridge。7月13日，Jubal A. Early在发现北方军队得到大量增援之后经蒙哥马利县撤出。

### 战后恢复
1864年新的國家憲法廢除了奴隸制，並且通過了賦予自由合法者投票權的憲法修正案，1867年國家將選舉權擴大到非白人男子。

## 政治
马里兰州传统上倾向于民主党。最近三十年共和党也开始逐步在马里兰州产生影响。目前马里兰州南部、首都哥伦比亚特区周围的人口聚居地区以及东南部倾向于民主党，北部和西部地区倾向于共和党。
历史上马里兰州被归于南方州分，過去長期由民主黨執政，但共和黨亦曾在部分時期執政。

## 地理
马里兰的地形复杂，素有美洲縮影之称。
马里兰北邻宾夕法尼亚州，西接西维吉尼亞州和东部的特拉华州和大西洋，并于波托马克河越过南部，连接西弗吉尼亚州和弗吉尼亚州。

## 经济
马里兰州在2007年家庭平均收入为68,080美元，超过新泽西州和康涅狄格州，为美国第一位。州总产值在2006年为2570亿美元。
馬里蘭州2018年中等家庭收入：$ 75800；人口：6006401，馬里蘭州是美國人口第19大的州，但該州仍是美國收入最高的州，平均收入為75,847美元。在馬里蘭州，超過38%的成年居民擁有大學學位，10%的馬里蘭工人在公共行政部門工作，這是該國政府收入最高的工作之一。

### 运输业
马里兰州的经济主要为第三产业。以巴尔的摩港为中心的运输业，是马里兰州最重要的经济组成部分。巴尔的摩是美国按照吨位排列的第5大港口，其主要货物为原材料和大宗货物，例如铁矿、石油、糖和化肥。通常这些货物运输到附近的工厂，但是也有一些货物会运输到中西部。巴尔的摩港还进口若干种进口汽车。

### 联邦政府部门、国防和航空航天工业
马里兰州的第二大产业，为以哥伦比亚特区为中心的联邦政府相关部门。例如国防和航空航天工业，和位于马里兰州的联邦政府部门。
- 联邦机构
  - 统计局
  - Centers for Medicare and Medicaid Services（CMS）
  - 消费产品安全委员会（CPSC）
  - 环境保护暑（EPA）
  - 食品药品管理局（FDA）
  - 内税部（IRS）
  - 国家档案与记录管理局二館（NARA）
  - 美国国家航空航天局Goddard空间飞行中心
  - 国家地理信息署（NGA）
  - 国家标准与技术研究院（NIST）
  - 国家健康研究院（NIH）
  - 国家海洋大气管理局（NOAA）
  - 核管理委员会（NRC）
  - 美国国家安全局（NSA）
  - Smithsonian环境研究中心（SERC）
  - 社会安全管理局（SSA）
  - 药物滥用与心理健康服务管理局

位于马里兰州的军用设施包括
- 阿伯丁试验场
- 安德鲁斯联合基地（空军一号的母基地）
- 陆军研究实验室
- 国家海军医疗中心
- Meade堡（美国国家安全局所在地）
- 迪特里克堡（美国陆军医疗研究和材料中心）
- Indian Head海军地面武器中心
- 帕圖森河海軍航空站（海军试飞员学校所在地）
- 军用包装技术学校
- 美国海军学院
- Webster Field
- Bainbridge海军训练中心（已关闭）

著名军火生产商洛克希德·马丁公司和万豪酒店的总部即位于该州。

### 食品产业
马里兰州的食品产业也很发达。以切萨皮克湾为中心，辅以大西洋沿岸地区的水产捕捞业，是马里兰食品产业的重要部分。主要的捕捞品种包括蓝蟹、牡蛎、带狼鲈、鲱鱼。切萨皮克湾也是水鸟聚集的地区，猎鸟在旅游和运动方面有很大作用。

### 农业
马里兰州有大片肥沃的土地。由于马里兰州的高度城市化，马里兰的农业以向城市人口提供肉蛋奶的养殖业和蔬菜种植业为主。马里兰南部地区气候温暖，可以种植烟叶。

### 食品加工业
食品加工业是马里兰的另一个重要产业。

## 交通
马里兰州交通部通过各级行政组织负责州内绝大多数交通运输事务。

### 重要機場
- 巴爾的摩─華盛頓瑟古德·馬歇爾國際機場（BWI），西南航空重點城市

### 重要高速公路
- 95號州際公路
  - 195號州際公路
  - 295號州際公路
  - 395號州際公路
  - 495號州際公路
  - 595號州際公路（规划，但未使用，US-50/301的一段）
  - 695號州際公路
  - 795號州際公路
  - 995號州際公路
- 83號州際公路
- 70號州際公路
  - 270號州際公路
  - 370號州際公路

### 重要公路
- 美國國道
  - 1號
    - 301號

  - 11號
  - 13號
  - 15號
  - 29號
  - 40號
  - 50號
  - 220號
  - 522號
- 馬里蘭州州道
  - 2號
  - 4號
  - 7號
  - 139號
  - 295號（Baltimore-Washington Parkway）
  - 404號

### 重要鐵路系統
- 美國國鐵（Amtrak）
- 馬里蘭區域通勤鐵路（MARC）
- 華盛頓哥倫比亞特區都會捷運系統（Metrorail, Washington D.C.）

## 人口
2000年马里兰州人口为5,296,486人。2003年人口普查，馬里蘭州有5,508,909人。美国2012年人口估算显示，马里兰州人口为588.5万人。大部份居民住在中部，也就是巴爾的摩到華盛頓的都會區當中。馬里蘭州的東海岸居住人口較少，大多是農民居住，與南馬里蘭州的狀況相同。至於西馬里蘭州的三個郡，阿利根尼县，加勒特县和華盛頓郡，都是山區地形，人口稀少，直到靠近西維吉尼亞州邊界才有較大城鎮。馬里蘭州種族的組成大略如下：
- 62.1% 是白人（無西班牙血統）
- 27.9% 是非裔美國人
- 4.3% 拉美裔人
- 4% 是亞裔美國人
- 2% 混合的種族
- 0.3% 是印地安原住民

根據人口普查，在馬里蘭州的居民祖先中，非裔美國人（27.9%）最多，其次是德國人（15.7%）、愛爾蘭人（11.7%）、英國人（9%）和本土化血統者（5.8%）。

### 宗教
| 馬里蘭州宗教 (2014) | 馬里蘭州宗教 (2014) | 馬里蘭州宗教 (2014) | 馬里蘭州宗教 (2014) | 馬里蘭州宗教 (2014) |
| ------------------- | ------------------- | ------------------- | ------------------- | ------------------- |
| 宗教信仰            | 宗教信仰            |                     | 百分比              | 百分比              |
| 基督新教            | 基督新教            |                     | 52%                 | 52%                 |
| 無宗教              | 無宗教              |                     | 23%                 | 23%                 |
| 天主教              | 天主教              |                     | 15%                 | 15%                 |
| 猶太教              | 猶太教              |                     | 3%                  | 3%                  |
| 其他宗教            | 其他宗教            |                     | 2%                  | 2%                  |
| 佛教                | 佛教                |                     | 1%                  | 1%                  |
| 印度教              | 印度教              |                     | 1%                  | 1%                  |
| 伊斯蘭教            | 伊斯蘭教            |                     | 1%                  | 1%                  |
| 摩門教              | 摩門教              |                     | 1%                  | 1%                  |
| 東正教              | 東正教              |                     | 1%                  | 1%                  |

根據美國皮尤研究中心最新2014年數據，馬里蘭州的主要宗教為基督新教（佔人口51%）、天主教（15%）和猶太教（1%）。。
在殖民地時期，無數天主教徒為逃離英國國教嚴厲政策壓制，來到馬里蘭州這「宗教寬容」的地區定居。這個避風港，今天仍然保留著濃厚的天主教特色。1789年，最大城市巴爾的摩更出了美國第一位天主教總主教，1859年8月15日，羅馬教廷向巴爾的摩總主教授予全國名譽首席主教銜。伊密斯伯格市是美國第一位受封為天主教聖徒伊莎貝拉修女（St. Elizabeth Ann Seton）的家和墓園所在地。
另外，基督復臨安息日會也在馬里蘭州銀泉設立總部。

## 行政区划和重要城鎮
马里兰州包括23个县（郡）和一个独立市。

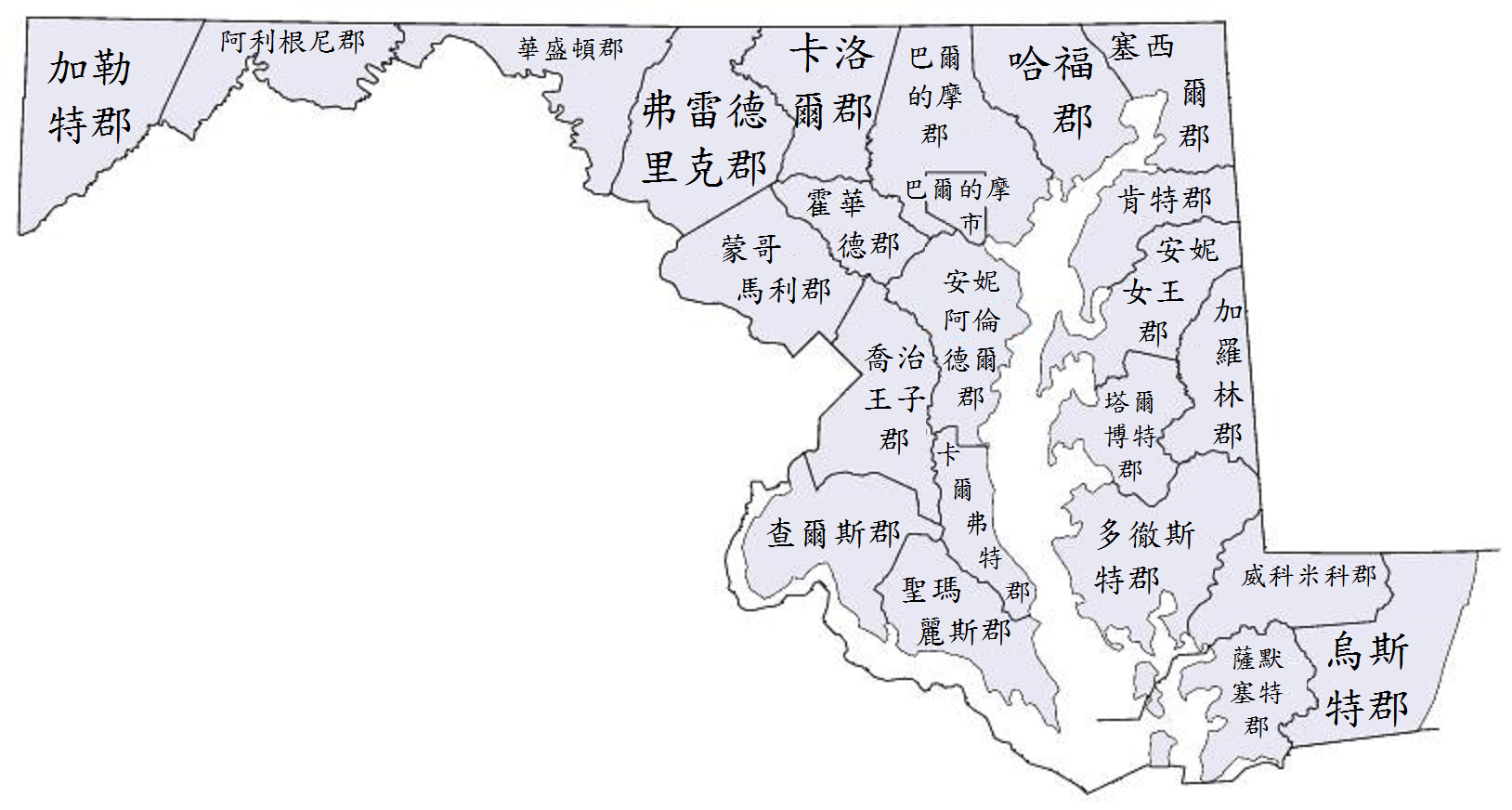
马里兰州行政区划

1. 阿勒格尼县：建立于1789年，来自华盛顿县的一部分。
  - 县政府所在地：坎伯兰（Cumberland）。
  - 名称来自印地安语，意为“美丽的河流”。
2. 安妮阿伦德尔县：建立于1650年，来自未开发土地。
  - 县政府所在地：安纳波利斯。
  - 名称来自巴尔的摩男爵二世的妻子的处女名。
3. 巴尔的摩县：建立于1659年，来自未开发土地。
  - 县政府所在地：陶森。
  - 名称来自巴尔的摩男爵的封号。
4. 卡尔弗特县：建立于1654年，来自未开发土地。
  - 县政府所在地：弗雷德里克王子城（Prince Frederick）。
  - 名称来自巴尔的摩男爵家族的姓，Calvert。
5. 加罗林县：建立于1773年，来自多切斯特县和安妮女王县的一部分。
  - 县政府所在地：登顿（Denton）。
  - 名称来自巴尔的摩男爵五世的女儿的名字。
6. 卡罗尔县：建立于1837年，来自巴尔的摩县和Frederick县的一部分。
  - 县政府所在地：Westminster。
  - 名称来自马里兰州签署独立宣言的代表Charles Carroll。
7. 塞西尔县：建立于1672年，来自巴尔的摩县和Kent县的一部分。
  - 县政府所在地：埃尔克顿（Elkton）。
  - 名称来自第二代巴尔的摩男爵塞西尔·卡尔弗特的名字。
8. 查尔斯县：建立于1658年，来自未开发土地。
  - 县政府所在地：拉普拉特（La Plat）。
  - 名称来自巴尔的摩男爵三世的名字，Charles Calvert。
9. 多切斯特县：建立于1668年，来自未开发土地。
  - 县政府所在地：Cambridge。
  - 名称来自Calvert家族的朋友Dorset伯爵的封号的变体。
10. 弗雷德里克县：建立于1748年，来自乔治王子县。
  - 县政府所在地：弗雷德里克（Frederick）。
  - 名称来自巴尔的摩男爵六世的名字，Frederick Calvert。
11. 加勒特县：建立于1872年，来自Allegany县。
  - 县政府所在地：奥克兰（Oakland）。
  - 名称来自巴尔的摩－俄亥俄铁路公司主席John Work Garrett的名字。
12. 哈福德县：建立于1773年，来自Baltimore县。
  - 县政府所在地：贝莱尔（Bel Air）。
  - 名称来自巴尔的摩男爵六世的私生子Henry Harford的姓。
13. 霍华德县：建立于1851年，来自Anne Arundel县和巴尔的摩县的一部分。
  - 县政府所在地：埃利科特城 Ellicott City。
  - 名称来自美国独立战争英雄，马里兰州州长John Eager Howard的名字。
14. 肯特县：建立于1642年，来自未开发土地。
  - 县政府所在地：切斯特顿（Chestertown）。
  - 名称来自英国的Kent郡。
15. 蒙哥马利县（Montgomery）：建立于1776年，来自Frederick县。
  - 县政府所在地：罗克维尔（Rockville）。
  - 名称来自美国独立战争战死的第一个将军Richard Montgomery的名字。
16. 乔治王子县：建立于1695年，来自Calvert县和查尔斯县的一部分。
  - 县政府所在地：上马尔伯勒（Upper Marlboro）。
  - 名称来自英国女王安妮的丈夫丹麦王子乔治的名字。
17. 昆安妮县：建立于1706年，来自Talbot县。
  - 县政府所在地：森特维尔（Centerville）。
  - 名称来自英国女王安妮的名字。
18. 圣玛利县：建立于1637年，来自未开发土地。
  - 县政府所在地：伦纳德顿（Leonardtown）。
  - 名称来自圣玛利。
19. 萨默塞特县：建立于1666年，来自未开发土地。
  - 县政府所在地：Princess Anne。
  - 名称来自巴尔的摩男爵二世的弟媳的处女名。
20. 托儿伯特县：建立于1662年，来自Kent县。
  - 县政府所在地：伊斯顿（Easton）。
  - 名称来自巴尔的摩男爵二世的姐（妹）的名字。
21. 华盛顿县：建立于1776年，来自Frederick县。
  - 县政府所在地：黑格斯敦（Hagerstown）。
  - 名称来自华盛顿的名字。
22. 威科米科縣：建立于1867年，来自Somerset县和Worcester县的一部分。
  - 县政府所在地：索儿斯伯里（Salisbury）。
  - 名称来自印地安语，意为“建房子的地方”。
23. 伍斯特县：1742年，来自Somerset县。
  - 县政府所在地：斯诺希尔（Snow Hill）。
  - 名称来自Worcester伯爵的名字。

独立市
1. 巴尔的摩市：建立于1729年。1851年由巴尔的摩县分治。

### 重要城市
重要的城镇包括：
- 巴爾的摩 (Baltimore)
- 安那波利斯 (Annapolis)
- 银泉 (Silver Spring)
- 罗克维尔（Rockville）
- 波托马克（Potomac）
- 盖瑟斯堡（Gaithersburg）
- 大學公園市（College Park），馬里蘭大學學院市分校所在地
- 惠顿（Wheaton）
- 上马尔伯勒 (Upper Marlboro)
- 弗雷德里克 (Frederick)
- 黑格斯敦（Hagerstown）
- 坎伯兰（Cumberland）
- 戴维营，美国总统度假地。

### 都会区
| 排名 | 都会区名稱                               | 人口      |
| ---- | ---------------------------------------- | --------- |
| 1    | 巴尔的摩-哥伦比亚-陶森 MSA               | 2,802,789 |
| 2    | 弗雷德里克-蒙哥马利-罗克维尔 MD          | 1,308,215 |
| 3    | 华盛顿-阿灵顿-亚历山德里亚 MD (州内部分) | 1,162,814 |
| 4    | 索尔兹伯里 MSA (州内部分)                | 180,693   |
| 5    | 黑格斯敦-马丁斯堡 MSA (州内部分)         | 150,926   |
| 6    | 加利福尼亚-列克星顿 MSA                  | 112,664   |
| 7    | 威尔明顿 MD (州内部分)                   | 102,826   |
| 8    | 坎伯兰 MSA (州内部分)                    | 70,975    |
| 9    | 伊斯顿 μSA                               | 36,968    |
| 10   | 剑桥 μSA                                 | 31,998    |

## 教育

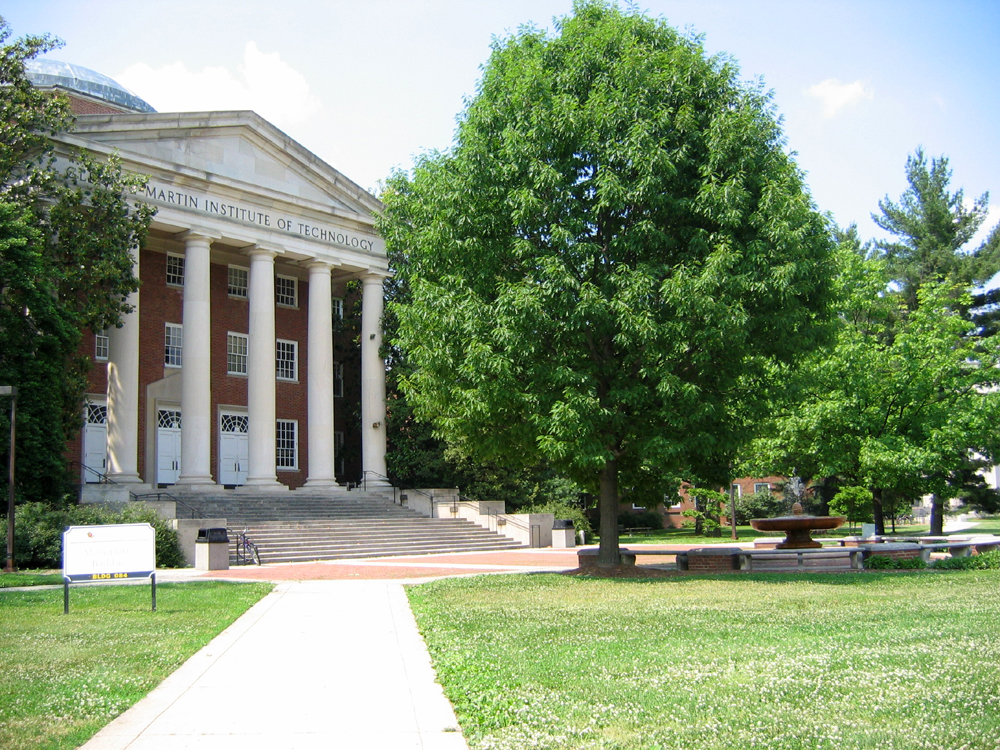
馬里蘭大學學院市分校的阿爾弗雷德·詹姆斯·克拉克工程學院

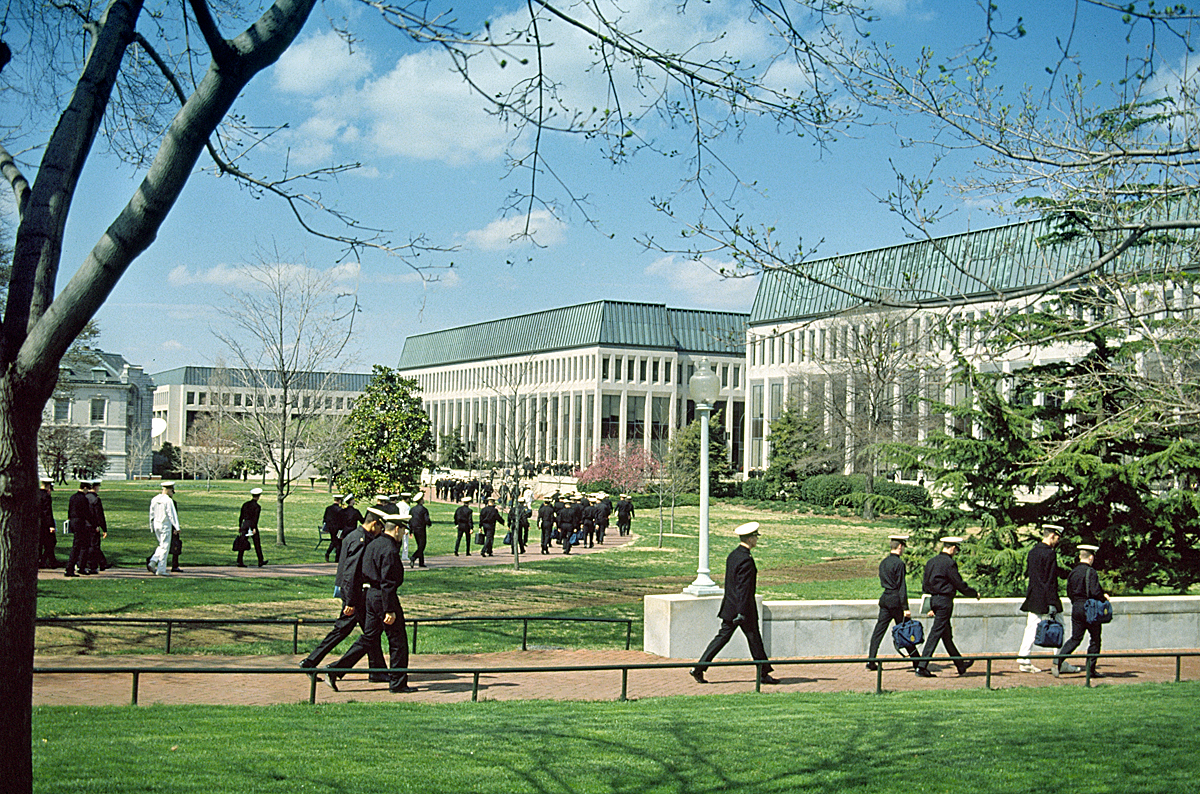
美國海軍學院

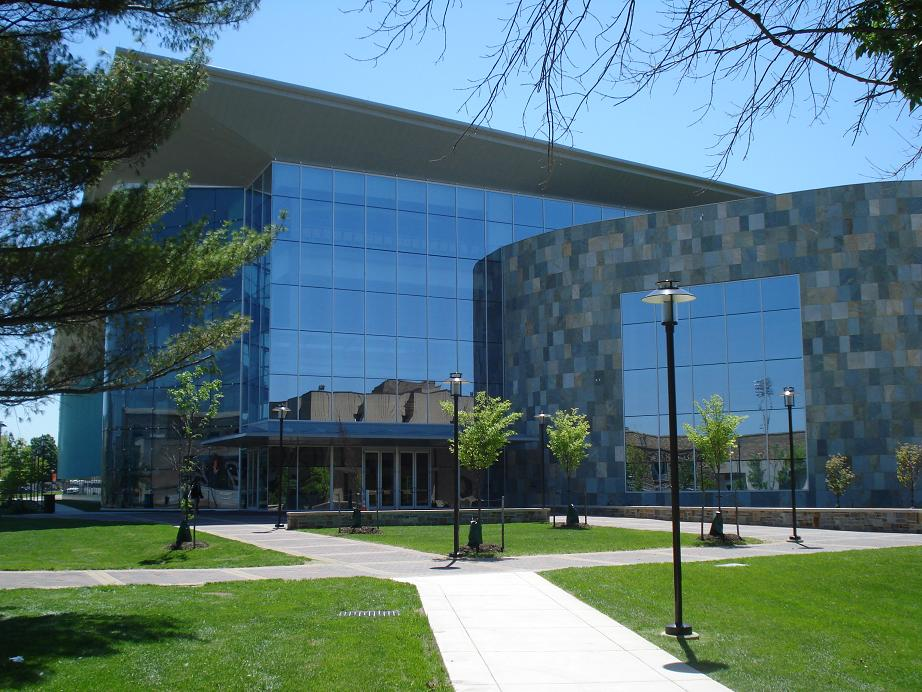
摩根州立大學的厄爾·史丹佛·理查森圖書館

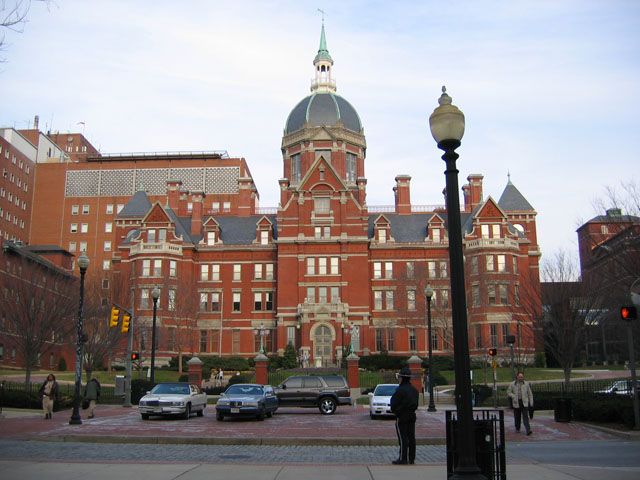
約翰斯·霍普金斯大學東巴爾的摩校區（醫學部）的約翰斯·霍普金斯醫院

詳見馬里蘭州學院和大學列表

## 重要体育团体

### 篮球
- NCAA
  - 马里兰大学 (Terrapins)

### 美式
- NFL
  - 巴爾的摩烏鴉（Baltimore Ravens）
  - 華盛頓指揮官（Washington Commanders）主场实际在马里兰州境内的联邦快递球场。
- NCAA
  - 马里兰大学 (Terrapins)

### 棒球
- 大聯盟
  - 巴爾的摩金鶯（Baltimore Orioles）
- 小聯盟
  - 包威灣襪（Bowie Bay Sox，2A級東方聯盟，母隊：巴爾的摩金鶯）
  - 佛列德利克鑰匙（Frederick Keys，高階1A級卡羅萊納聯盟，母隊：巴爾的摩金鶯）
  - 戴瑪瓦濱鳥（Delmarva Shore Birds，1A級南大西洋聯盟，母隊：巴爾的摩金鶯）
  - 杭格斯鎮太陽（Hangestown Suns，1A級南大西洋聯盟，母隊：紐約大都會）
  - 亞柏丁鐵鳥（Alberdeen Iron Birds，短期1A級紐約賓夕法尼亞聯盟，母隊：巴爾的摩金鶯）

## 其他
2012年2月23日，婚姻平權法案通過。成為美國第八個承認同性戀婚姻的州。

## 知名政治公众人物
- 爱伦·坡（Edgar Allan Poe）
- 李慶安
- 约翰·瓦特（John Waters）